# Айаис
Айаис (Уайаис, Уайасис) — историческая область страны Наири (Урарту, Арарту), располагавшаяся на южном побережье озера Тосп (Ван), названная по имени урартского племени Айаис, одного из главных союзников племени Биайна.

## История
Территория племени Айасис подверглась опустошительному нашествию и завоеванию ассирийского царя Саргона II.
Согласно надписи Саргона II, во время своего похода на Урарту в 714 г. до н. э. он отправился из Айаду (южный берег Ванского озера), перешел реки Аллуриа, Калланиа и Иннайа и прибыл в Уайаис, опорную область царя Урарту, «конец пределов Урарту, что рядом с Наири». «Уайаис, его укрепленный город, большая крепость, сильнейшая из всех его крепостей, красивая строением, — поселены были в ней его храбрые воины, лазутчики, посылаемые, чтобы проникнуть в замыслы окружающих стран. Туда же он поставил своих военачальников с их полками, крепкой стеною окружил бойцов». В надписи Саргона, кроме области, города и крепости Уайаис, есть упoминание и о поселении Старый Уайаис на южном берегу озера Ван, в области Айаду с 30 укрепленными городами (крепостями), расставленными «по берегу волнующегося моря», на остриях больших гор. Сильными крепостями были Аргиштиуна и Калланиа, которые были построены «наверху гор Арциду и Махунниа, которые были высоте 120 локтей». Крепости защищали «прящники и копьеносцы, надежда его страны»
Наследником племени Айаис стало армянское княжество Рштуник.
Сейчас уже признано, что зачатки армянской государственности уходят не только в эпоху падения Урарту и Ассирии, но и глубже.
В качестве зачатка армянской государственности можно рассматривать и любое хурритское, урартское или лувийское государство на территории Армянского нагорья — и эти государства были тоже созданы не чуждыми армянам этническими группами, а людьми, потомки которых влились в армянский народ, хотя сами они и говорили на других языках.